# Миклош, Эдит
Эдит Миклош (венг. Edit Miklós; 31 марта 1988, Меркуря-Чук) — румынская и венгерская горнолыжница, призёр этапов Кубка мира. Участница двух зимних Олимпийских игр.

## Биография
Эдит Миклош родилась в 1988 году в румынском городе Меркуря-Чук в семье этнических венгров. На лыжи Миклош стала в пятилетнем возрасте, а уже в 12 лет принимала участие в заездах детского Кубка мира по горным лыжам. В декабре 2005 года она дебютировала во взрослом Кубке мира, выступая за сборную Румынии.
Из-за травмы Миклош пропустила Олимпиаду в Турине, но спустя четыре года приняла участие в Играх в Ванкувере. В первом виде программы — скоростном спуске она травмировалась, что вынудило её пропустить остаток Олимпиады и окончание сезона.
В 2011 году Миклош получила гражданство Венгрии, из-за чего вступила в конфликт с румынской федерацией лыжных видов, которая не хотела допустить её переход в другую сборную. После вмешательства в ситуацию FIS Эдит получила право выступать в гонках за Венгрию, но потеряла часть своих FIS-пунктов.
Уже под венгерским флагом Миклош выступила на чемпионате мира 2011 года, где её лучшим результатом стало 23-е место в комбинации.
На Олимпиаде в Сочи Эдит неожиданно заняла высокое седьмое место в скоростном спуске, менее секунды уступив победителям. Этот результат стал лучшим для Венгрии в горнолыжном спорте за всю историю Олимпиад.
В постолимпийском сезоне Миклош завоевала свой первый подиум в Кубке мира, став третьей в скоростном спуске на этапе в Санкт-Морице, что стало первым подиумом для Венгрии за всю историю горнолыжных Кубков мира. 3 декабря 2016 года второй раз в карьере заняла призовое место на этапе Кубка мира, став третьей в скоростном спуске в канадском Лейк Луизе.
Завершила карьеру в начале 2018 года.

## Результаты на крупнейших соревнованиях

### Зимние Олимпийские игры
| Олимпийские игры | Скоростной спуск | Супергигант | Гигантский слалом | Слалом | Комбинация |
| ---------------- | ---------------- | ----------- | ----------------- | ------ | ---------- |
| 2010 Ванкувер    | DNF              | —           | —                 | —      | —          |
| 2014 Coчи        | 7                | 15          | 34                | —      | 16         |

### Чемпионаты мира по горнолыжному спорту
| Чемпионат мира       | Скоростной спуск | Супергигант | Гигантский слалом | Слалом | Комбинация |
| -------------------- | ---------------- | ----------- | ----------------- | ------ | ---------- |
| 2009 Валь-д’Изер     | 18               | 18          | —                 | —      | DNF        |
| 2011 Гармиш          | —                | 31          | —                 | —      | 23         |
| 2013 Шладминг        | 23               | —           | —                 | —      | 19         |
| 2015 Вейл/Бивер-Крик | 13               | DNF         | 40                | —      | DNS 2      |